# Ion N. Petrovici
Ion N. Petrovici (n. 19 august 1929, Ploiești, România – d. 19 februarie 2021) a fost un medic neurolog, profesor universitar de Neurologie și Psihiatrie la Universitatea din Köln, reprezentant în Germania al Școlii Românești de Neurologie a lui Gheorghe Marinescu.
După absolvirea școlii primare, a urmat cursurile Liceului "Sfinții Petru și Pavel" din Ploiești, luând bacalaureatul în anul 1947.
În ultimele clase de liceu avea preocupări literare, a fost președintele Societății literare "I. L. Caragiale" a liceului, a publicat poezii sub pseudonimul Anton Dabrotin în revista Lumea și în pagina de Duminecă a ziarului Națiunea și a primit în 1947 Premiul I pe țară pentru literatură la concursul pentru tineret organizat de Ministerul Educației Naționale.

Dedicaţie din partea poetului Tudor Arghezi pe volumul său de Versuri: Cu dragoste pentru poetul din el și pentru tinerețile lui ale tânărului Ion Petrovici, T. Arghezi. Martie 1946, Ploieşti

Se decide totuși studiului medicinei, fiind admis în 1947 ca student al Facultății de Medicină din București, unde a avut ca profesor de Neurologie pe Nicolae Ionescu-Sisești. Paralel absolvă primii doi ani ai Facultății de Filosofie. În timpul studenției, nearătându-se entuziasmat de progresul comunismului în România, este categorisit drept element dușmănos regimului și este exclus din căminul studențesc, fiind silit să trăiască din expediente.
După Examenul de Stat în 1953 face un stagiu de trei ani ca medic la Dispensarul Carboniferei din Filipeștii de Pădure, pentru ca în 1956 să devină medic secundar prin concurs, alegând Clinica de Neurologie de la Spitalul Central a Institutului de Neurologie al Academiei Române, sub conducerea lui Arthur Kreindler. Experiența clinică și-o dobândește sub îndrumarea directă a lui Vlad Voiculescu, care avea să-i rămână mentor spiritual pentru tot restul dezvoltării sale profesionale.
Încă din timpul secundariatului începe să publice articole științifice în reviste de specialitate din țară și străinătate.
In anul 1959 devine medic specialist neurolog prin concurs, clasificându-se pe primul loc. Cu toate că i se recunoșteau calitățile profesionale, nu a fost admis nici ca asistent la catedra de Neurologie a Facultății de Medicină, nici ca cercetător în Institutul de Neurologie al Academiei, deși câștigase concursurile date, fiind preferați alți candidați cu dosare politice "mai bune".

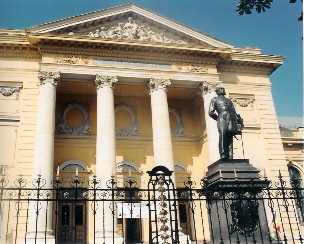
Facultatea de Medicină - Bucureşti

După ce lucrează timp de 5 ani în serviciul de consultații al Policlinicii Regionale din București, obține - tot prin concurs - un post de neurolog în serviciul de diagnostic preoperator al Clinicii de Neurochirurgie de sub conducerea lui Constantin Arseni. Aici are un câmp larg de cazuistică clinică, ceea ce îi creează posibilitatea unei activități științifice intense, stimulată de Constantin Arseni. În 1965 publică în colaborare cu acesta și cu Frank Nass monografia Bolile Vasculare ale Creierului și ale Măduvei Spinării, iar în 1966 este raportor principal cu tema "Tumorile lobului temporal" la Congresul Național de Neurologie ținut la București.
Totuși posibilitățile sale de dezvoltare științifică și academică rămân limitate, ceeace îl determină în 1969 să emigreze în Germania, unde este angajat în Clinica de Neurologie a Institutului Max-Plank de Cercetare a Creierului (Max-Plank-Institut für Hirnforschung) din Köln de sub conducerea lui Klaus-Joachim Zülch, unul din marii corifei ai neurologiei internaționale.

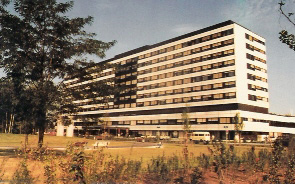
Klinikum Köln-Merheim

În 1973 i se decernează titlul de Doctor în Medicină și Chirurgie din partea Universității din Roma (Italia) pentru dizertația Patologia lobilor frontal și temporal.
Activitatea științifică intensă în cadrul Institutului Max-Plank se reflectă în numeroase articole publicate și în participarea la diverse congrese în Germania, Italia, Austria, Anglia, Franța și Statele Unite ale Americii. Punctele de greutate le-au constituit afecțiunile vasculare cerebrale, epilepsia, dar mai ales problemele de neuropsihologie (specializarea funcțională a hemisferelor cerebrale, transferul interhemisferic al informației și învățării, agnozia vizuo-spațială ș.a.).
În 1978 obține din partea Universității din Köln titlul de Doctor-Docent (venia legendi) în urma tezei "Deosebiri hemisferice și transferul interhemisferic de informație la pacienții cu leziuni cerebrale focale" iar în 1983 Universitatea din Köln îi acordă titlul de Profesor de Neurologie și Psihiatrie. După emeritarea lui Klaus Zülch, lui Ion N. Petrovici i se încredințează direcția Clinicii de Neurologie, departament academic al Universității, în timp ce secția de cercetare din Max-Plank-Institut este preluată de Wolf-Dieter Heiss.
Organizează la Köln în 1987 Simpozionul internațional asupra Aplicării clinice a plachetelor sanguine marcate radioactiv iar în 1989 Congresul Național al Societății germane pentru Studiul Afaziei, unde prezintă raportul Hemisfera cerebrală nedominantă și vorbirea.
Ion N. Petrovici este autorul a 14 monografii și contribuții în tratate de specialitate și a peste 200 de articole în reviste.
În clinica condusă de Ion N. Petrovici s-au specializat în neurologie numeroși medici, care continuă în Germania - fără să știe - tradiția școlii românești de neurologie.
Ion N. Petrovici reprezintă Germania în comisia Uniunii Europene pentru unificarea predării neurologiei în învățământul superior și specializării în neurologie în țările Europei.
În 1994 Ion N. Petrovici a fost emeritat. În prezent lucrează ca profesor consultant pentru neurologie în Vinzenz-Pallotti-Hospital Bensberg.
Pentru meritele sale, Academia de Științe Medicale din România l-a ales Membru de Onoare iar în anul 2003 Academia Română i-a conferit diploma Meritul Academic pentru "contribuția la dezvoltarea cercetărilor în domeniul neurologiei și neuroștiinței pe plan mondial" și medalia comemorativă "Gheorghe Marinescu" de Recunoaștere universală 2003.

Medalia comemorativă Gheorghe Marinescu

Ion N. Petrovici este de asemenea membru în Deutsche Gesellschaft für Neurologie, Deutsche Gesellschaft für Neurophysiologie, Deutsche Gesellschaft für Aphasieforschung, Società Italiana di Neurologia, European Neurological Society, Royal Society of Medicine-Londra, New York Academy of Sciences, Societatea Română de Neuroendocrinologie.
Ion N. Petrovici trăiește în Köln. Este căsătorit din 1959 cu Veronika Petrovici, profesoară de Chirurgie Plastică și Reconstructivă la Universitatea din același oraș.

#### Sindromul altern asfigmo-piramidal (Petrovici - Fradis)
În anul 1962, Ion N. Petrovici, împreună cu Alexandru Fradis, descrie Sindromul altern asfigmo-piramidal: În cazul unei obstrucții a axului carotidian, se constată o asfigmie a ramurilor colaterale de partea obstrucției, în prezența unei hemipareze de partea contralaterală (Psychiatria et Neurologia- Basel, 1962, 144 : 137)